# Santa Claus (película)
Santa Claus es una película fantástica mexicana de 1959, dirigida por René Cardona, a partir de un guion que escribió con Adolfo Torres Portillo. Está protagonizada por José Elías Moreno y Cesáreo Quezadas «Pulgarcito». La historia sigue a Santa Claus, que trabaja en el espacio exterior y se prepara para entregar regalos a los niños de la Tierra, mientras lidia con un demonio llamado Precio dirigido por Lucifer, a quien se le encomienda malograr las labores de Santa para arruinar la Navidad y hacer que los niños hagan el mal.
En 1960, bajo la dirección de Ken Smith, se produjo un corte en inglés doblado y ligeramente editado para el mercado estadounidense. Su satirización en un episodio de 1993 de la serie Mystery Science Theater 3000, llevó la película a un mayor reconocimiento y obtuvo un estatus de culto.

## Argumento
El 24 de diciembre, Santa hace los preparativos para su viaje al año en su castillo de Juguetilandia en el espacio exterior. Toca el órgano, mientras que sus niños ayudantes de todo el mundo cantan. Por otro lado, en el infierno, Lucifer ordena a Precio, su demonio de confianza, a ir a la Tierra y poner a todos los niños del mundo en contra de Santa Claus.
En un concurrido mercado, Precio intenta convencer a cinco niños de hacer maldades en contra de Santa Claus: Lupita, una niña pobre; Billy, el hijo de padres ricos pero negligentes, y tres hermanos alborotadores. Precio fracasa en su intento de convencer a Lupita para robar la muñeca de un vendedor, pero logra convencer a los hermanos de que rompan un escaparate. Los trabajadores de Santa Claus le alertan sobre estos eventos.
Pero para Santa no es posible viajar a la Tierra antes de Nochebuena, en su lugar usa un equipo para ver a Precio y los niños. Recurre a un dispositivo que le permite ver el sueño de Lupita, en la que ella es atormentada por las muñecas del baile de tamaño natural que intentan inducirla a robar. También escucha la platica de los tres hermanos, que planean entrar en la casa de Billy y robar sus regalos y también dicen que intentarán escribir una carta a Santa alegando que han sido buenos. Pero la voz de Santa les informa que él puede ver todo lo que hacen.
Merlín, el mago más confiable de Santa Claus, le da un polvo para inducir el sueño y una flor que le permite desaparecer. Luego el Cerrajero Oficial de Santa le entrega una llave mágica capaz de abrir cualquier puerta, y también preparan sus renos y su trineo. En la Tierra, los tres chicos rudos se preparan para capturar y esclavizar a Santa Claus. Mientras tanto Lupita y su madre rezan y Lupita dice que ella ha deseado tener dos muñecas, una de las cuales se entregará al Niño Jesús.
Durante el viaje de Santa, Precio hace varios intentos infructuosos para sabotear la entrega de juguetes de Santa Claus en la Ciudad de México. Santa tiene éxito en la reunificación de Billy con sus padres, que lo habían dejado solo para ir a un restaurante. En una azotea de la ciudad, los tres hermanos se preparan para capturar a Santa y robarle los juguetes. Ven el trineo de Santa en el cielo y se apresuran a entrar a su casa para darse cuenta de que solo han recibido carbón. Después de un intento fallido de robar el trineo, Precio logra vaciar la bolsa del polvo de sueño de Santa mientras este deja caer la flor de desaparecer.
El viaje de Santa Claus está casi completo cuando es perseguido por un perro feroz fuera de una casa grande en México. Al verse sin el polvo o la flor, sube a un árbol para escapar del perro. Pero entonces aparece Precio y procede a despertar a la casa y llama a los bomberos para reportar un incendio en ese lugar, por lo que Santa pronto será visto por muchas personas. Con el amanecer cerca, Merlín ayuda con un último minuto de escape y Precio es derrotado después de ser rociado con una manguera de los bomberos.
Antes de regresar al castillo Santa hace una parada final, dejando una hermosa muñeca a Lupita. Sus trabajos ahora están completados, Santa conduce el trineo de vuelta al castillo, habiendo concluido que él ha traído la felicidad a todos los niños de la Tierra.

## Reparto
La versión en inglés solamente presenta créditos de producción limitados y no incluye información sobre el reparto, pues no se acredita a ninguno de los actores del filme.
- José Elías Moreno como Santa Claus
- Cesáreo Quezadas «Pulgarcito» como Pedro
- José Luis Aguirre «Trosky» como Precio, el diablo
- Armando Arriola «Arriolita» como el mago Merlín
- Lupita Quezadas como Lupita, la niña pobre
- Antonio Díaz Conde hijo como Billy, el niño rico
- Nora Veryán como madre de Lupita
- Leopoldo Ortín Jr. como padre despertado
- Manuel Calvo (acreditado como Manolo Calvo) como padre de Billy
- José Carlos Méndez como niño malo
- Jesús Brook como niño malo
- Rubén Ramírez	G. como niño malo
- Enriqueta Lavat como madre despertada
- Ángel Di Stefani como Vulcan, el herrero Llavón
- Guillermo Bravo Sosa como abuelo despertado
- Graciela Lara como madre de Billy
- Rosa María Aguilar como abuela despertada

### Otros, no acreditados
- Keith Hetherington como narrador (solo en la versión en inglés)
- Juan Antonio Edwards con personaje desconocido
- Pablo Ferrel como niño
- Francisco Meneses como padre de Lupita

## Producción

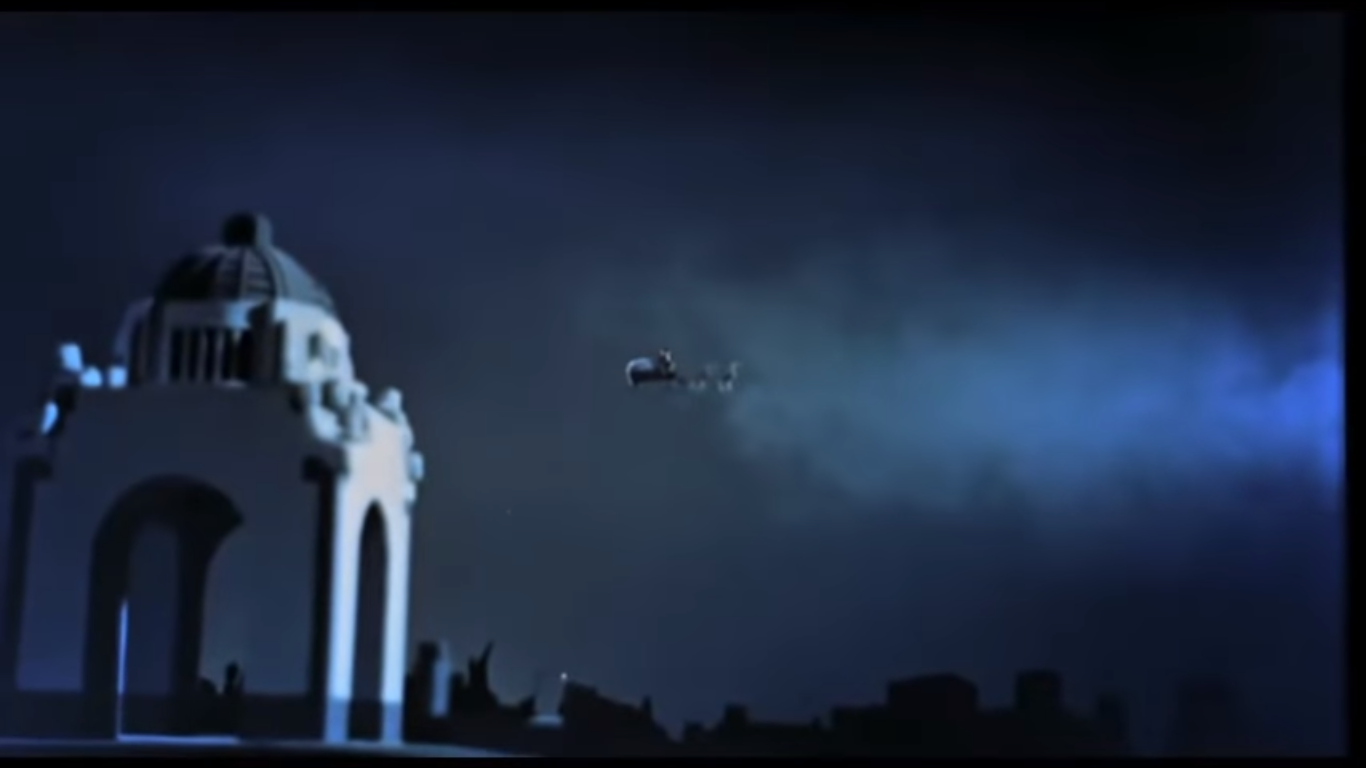
Para emular la llegada de Santa Claus a la Tierra, se utilizaron lo que parecen ser maquetas como se observa en esta escena, donde se puede apreciar una con el Monumento a la Revolución en primer plano.

El rodaje de la película se llevó a cabo en mayo de 1959, teniendo como lugar de fotografía principal a los Estudios Churubusco de Ciudad de México; para su grabación y sonido, se utilizó eastmancolor con monoaural soundtrack.

## Estreno

### En cines
Santa Claus fue lanzada en cines de México el 26 de noviembre de 1959.

### Home media
Santa Claus, como película de dominio público, fue distribuida en formato VHS por GoodTimes Home Video en 1992, y como DVD de Región 1 el 1 de noviembre de 2004 a través de Westlake Entertainment Group. También fue comercializada en el DVD Holiday Family Favorites por Mill Creek Entertainment en 2008.
La duración de cada versión es de 94 minutos. Las versiones en formato home video se transfirieron de varias copias de la película para su exhibición en salas de cine. Estas copias habían sufrido daños por el paso del tiempo y el uso habitual; como resultado, las versiones home video contienen varios empalmes extraños y la reproducción del color es deficiente. El filme también forma parte de Weird Christmas en Fandor.

## Recepción

### Crítica
En la página de reseñas Rotten Tomatoes, la película tiene un índice de aprobación del 40% basado en 5 reseñas, con una calificación promedio de 3.8/10. Debido a algunas de sus escenas, entre ellas una donde supuestos niños de diversas naciones cantan «canciones nativas» y visten trajes estereotipados de sus territorios de origen, una especie de máquina de labios mágica, y un reno de plástico que ríe a carcajadas, algunos de sus espectadores la han considerado como una película «extraña, rara, horrible, y perturbadora».

### Premios
La cinta ganó un premio Golden Gate en la categoría a Mejor Película Familiar Internacional, recibido durante el Festival Internacional de Cine de San Francisco de 1959.

## Legado
En la década de los sesenta, K. Gordon Murray produjo una serie de cortometrajes filmados en varios parques de atracciones de Santa's Village, incorporando imágenes y personajes tanto de Santa Claus, como de Caperucita y Pulgarcito contra los monstruos, siendo estos; Santa's Magic Kingdom, Santa's Enchanted Village, y Santa Claus and His Helpers.

### Mystery Science Theater 3000
La película fue proyectada en el episodio n.° 521 de la quinta temporada de Mystery Science Theater 3000, emitido por primera vez en la víspera Navideña de 1993. Precio, el diablo del filme, se convirtió en un personaje recurrente en MST3K, interpretado por el escritor Paul Chaplin. Chaplin comentó: «es una película divertida y todos la disfrutamos», y señaló que personificó «un demonio bastante atractivo.» El capítulo es también el origen de un meme en Estados Unidos conocido como «nightmare fuel» (en español, «combustible de pesadilla»); durante la cinta se presenta una escena con un animatrónico de Santa Claus, al cual Crow T. Robot, personaje de MST3K, describió como «some good old-fashioned nightmare fuel» (en español, «un buen combustible de pesadilla a la antigua»). Posteriormente, la frase se difundió a través de los foros de mensajes del programa hasta popularizarse como chiste.
Santa Claus fue colocada en el puesto 21 de entre 177 episodios de una encuesta de los patrocinadores de Kickstarter en torno a la temporada 11 de MST3K. En sus reseñas de todos los episodios de MST3K, el escritor Jim Vorel posicionó el episodio 30 puestos más abajo, en el puesto 51, y escribió: «esta película simplemente desafía cualquier intento de comprenderla. Es como algo que verías en las profundidades de un violento sueño febril.»
La versión MST3K de la película fue lanzada el 20 de julio de 2010 a través de Shout! Factory, siendo parte del set en DVD de Mystery Science Theater Collection Vol. XVI, incorporada con The Corpse Vanishes (episodio n.° 105), Warrior of the Lost World (episodio n.° 501), y Night of the Blood Beast (episodio n.° 701); el set también incluyó extras como Santa Claus Conquers the Devil: A 50-Year Retrospective, un anuncio de radio original, una galería de imágenes fijas, y un adelanto de Wonder World of K. Gordon Murray in Colorscope.
En diciembre de 2014, los presentadores de Mystery Science Theater 3000, como miembros de RiffTrax, interpretaron un riff en vivo de la película en cines de Estados Unidos.